# Borriquito
Borriquito ist ein von Peret geschriebenes und interpretiertes Lied aus dem Jahr 1971. Das mit Gitarre und viel Perkussion in einem rumbaartigen Stil vorgetragene Lied war in Deutschland – obwohl nur wenige den spanischen Text verstehen konnten – zwei Wochen lang einer der acht Nummer-eins-Hits von 1971. Insgesamt hielt es sich 25 Wochen in den Charts, davon 14 unter den Top 10. Im Gegensatz dazu gab es in Österreich keine Chartplatzierungen. Experten vermuten, dass der Erfolg des Liedes in Deutschland auch daran lag, dass es in einer Zeit, in der der Spanien-Tourismus stark war, an den Sommerurlaub erinnerte.